# Åke Bengtsson Färla
Åke Bengtsson Färla, död 9 december 1578, var en svensk adelsman. Han var son till Bengt Nilsson (Färla).
Åke Bengtsson Färla skrevs in vid Rostocks universitet 1551 och vid Wittenbergs universitet 1553 och vid universitetet i Bologna 1558. 1561 blev han ryttmästarens löjtnant vid en Upplandfana. Åke Bengtsson deltog 1562-63 i kriget i Livland, först som ryttmästare för de svenska skyttarna där. 1562 insattes han provisoriskt som slottsloven i Pernau och blev 1563 befallningsman. Senare samma år var han överste för allt svenskt krigsfolk i Livland.
Under nordiska sjuårskriget erövrade han 1564 Ronneby, var en av befälhavarna för infanteriet under slaget vid Axtorna och 1565-66 kommendant på Varbergshus. Han var en av Erik XIV:s trognaste anhängare och blev under Johan III riksråd och slottsloven på Kalmar slott.